# Coeranoscincus
Coeranoscincus är ett släkte av ödlor. Coeranoscincus ingår i familjen skinkar.
Arterna har i princip samma utseende som medlemmar i släktet Anomalopus. Extremiteter saknas eller de har tre tår. Båda släktmedlemmar förekommer i östra Australien. De listas av IUCN som livskraftiga (LC).
Arter enligt Catalogue of Life:
- Coeranoscincus frontalis
- Coeranoscincus reticulatus